# Kjersti Plätzer
Kjersti Tysse Plätzer (Os, 18 de janeiro de 1972) é uma atleta norueguesa que disputa provas da marcha atlética. Plätzer conquistou duas medalhas de prata olímpicas, na prova de 20 km da marcha atlética, nas edições de Sydney 2000 e  Pequim 2008.